# Netstal
Netstal és un municipi del cantó de Glarus (Suïssa).

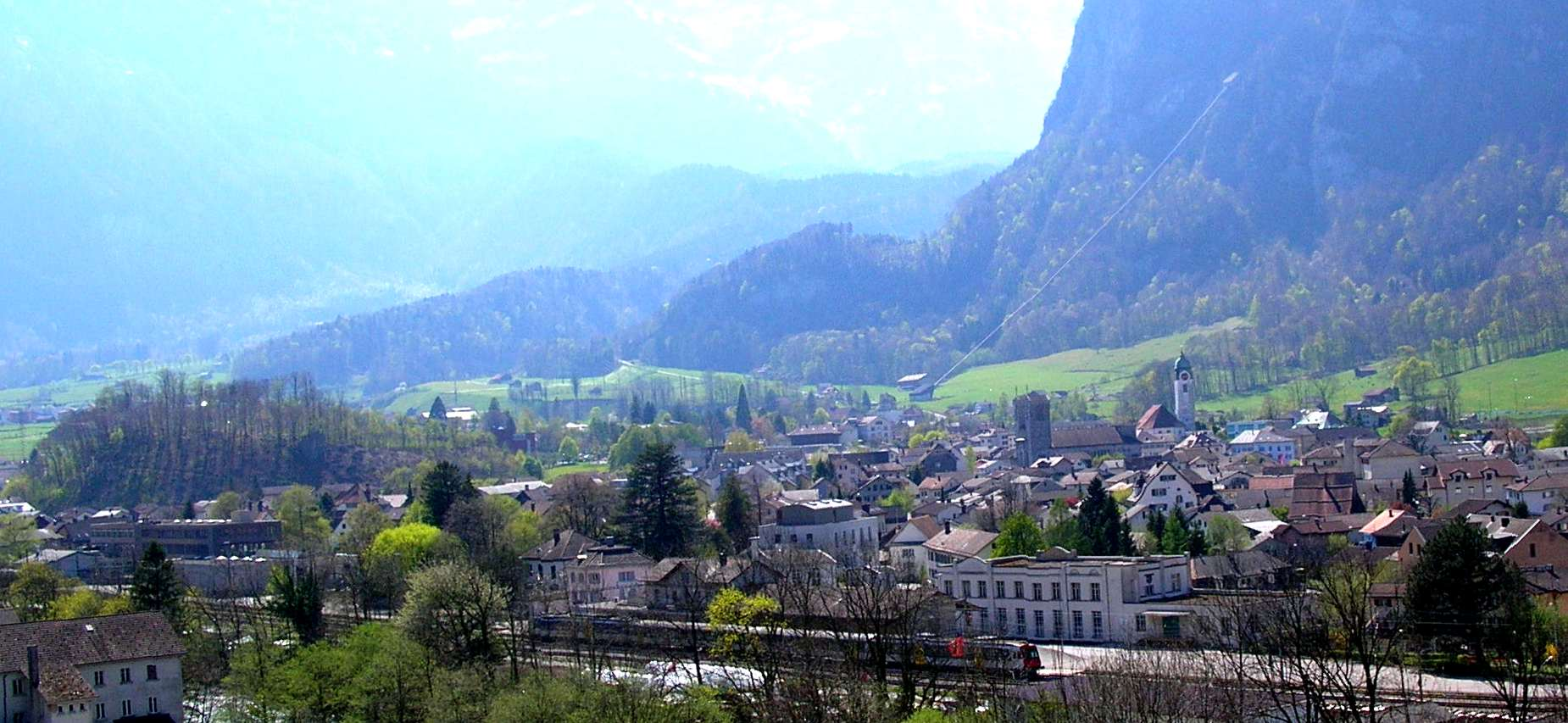
Vista de Netsal